# Syrovátka
Syrovátka (en allemand : Sirowatka) est une commune du district de Hradec Králové, dans la région de Hradec Králové, en République tchèque. Sa population s'élevait à 438 habitants en 2022.

## Géographie
Syrovátka se trouve à 14 km au sud-ouest de Hradec Králové et à 88 km à l'est-nord-est de Prague.
La commune est limitée par Roudnice au nord, par Lhota pod Libčany et Osice à l'est, par Osičky au sud, et par Dobřenice à l'ouest.

## Histoire
La première mention écrite de la localité date de 1339.

## Galerie

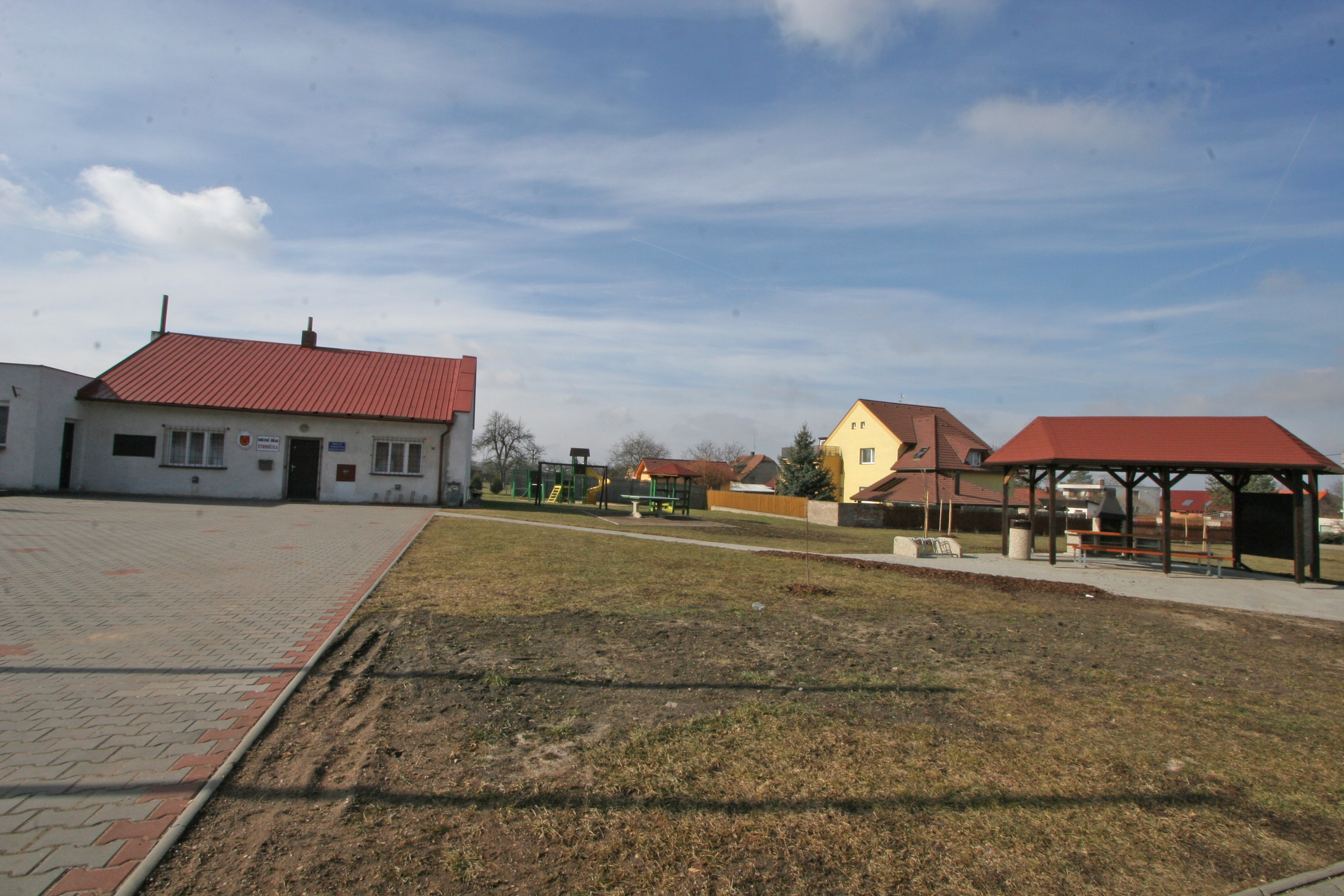
Syrovátka : la mairie.
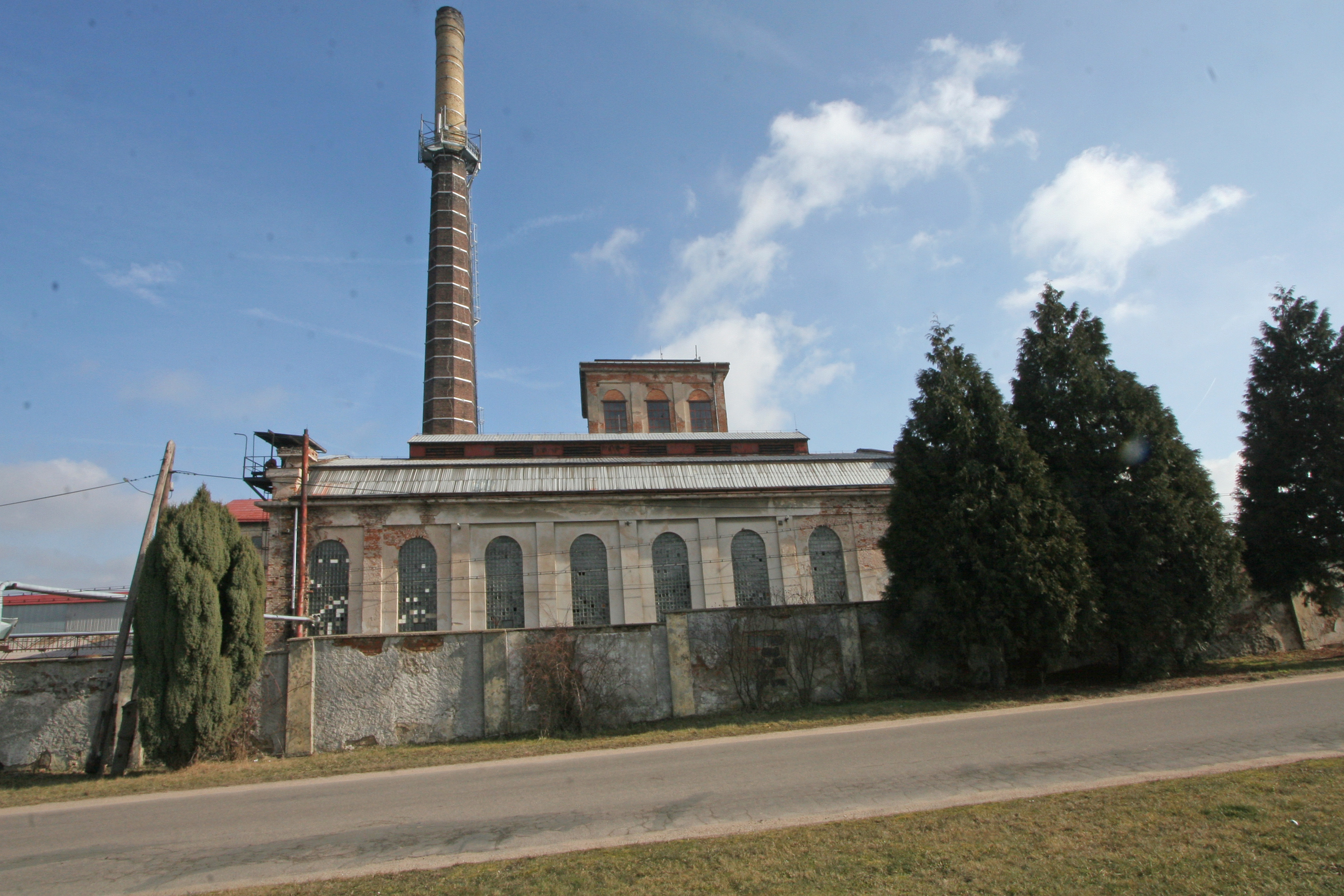
Ancienne raffinerie de sucre.

## Transports
Par la route, Syrovátka se trouve à 16 km de Hradec Králové et à 101 km de Prague. 